# Etrian Odyssey
Etrian Odyssey (世界樹の迷宮?, Sekaiju no Meikyu,  lett. "Il labirinto di Yggdrasill") è un dungeon crawler di stampo classico per Nintendo DS, primo episodio della serie Etrian Odyssey. Altri due capitoli sono usciti per Nintendo DS, Etrian Odyssey II: Heroes of Lagaard e Etrian Odyssey III: The Drowned City, nessuno dei quali è stato pubblicato in Europa. La serie è successivamente proseguita su Nintendo 3DS. Un remake del gioco intitolato Etrian Odyssey Untold: The Millennium Girl (新・世界樹の迷宮 ミレニアムの少女, Shin Sekaiju no Meikyū Mireniamu no Shōjo, lett. "Il labirinto di Yggdrasil: La Ragazza del Millennio") è stato pubblicato nel 2013 per Nintendo 3DS. Il primo gioco, insieme al secondo e terzo capitolo, sono stati rimasterizzati nella raccolta Etrian Odyssey Origins Collection, pubblicata nel 2023 per Nintendo Switch e Microsoft Windows.

## Modalità di gioco
All'inizio del gioco il giocatore deve registrare la propria gilda e un qualsiasi numero di personaggi a cui dare un nome, assegnare una classe e un ritratto tra i quattro disponibili (due maschili e due femminili per ogni classe). Una volta registrati, i personaggi vanno disposti nel party, composto da una linea frontale e una retrovia, ciascuna delle quali può ospitare un massimo di tre personaggi; un posto andrà lasciato vuoto, in quanto il party può ospitare un massimo di cinque personaggi.
Il gioco è principalmente suddiviso in due zone: la città, in cui sono concentrate tutte le strutture primarie del gioco (taverna, ospedale, negozio, locanda ecc.), e il Dungeon, in cui si svolgono l'esplorazione e i combattimenti.
Mentre la città si presenta come un semplice elenco di luoghi e di servizi di rapido accesso, il Dungeon è strutturato come un ambiente tridimensionale suddiviso in riquadri. Ogni passo effettuato equivale ad un turno in battaglia, ed ha effetto sullo scorrere del tempo e su altri elementi.

### Esplorazione
Il dungeon è suddiviso in aree, ciascuna delle quali conta cinque piani. Nel primo piano di ciascuna area eccetto la prima è presente un Campo Geomagnetico, che permette di salvare e teletrasportarsi gratuitamente in superficie, e nell'ultimo piano di ciascuna area è presente un boss.
Ciascun piano consiste in un percorso composto da riquadri: è possibile spostarsi solo di riquadro in riquadro in avanti, indietro, destra e sinistra. Al giocatore è assegnato il compito di disegnare la mappa, composta da una griglia da colorare e su cui disporre eventualmente i simboli disponibili. Eccetto che per alcune circostanze particolari, disegnare la mappa non è obbligatorio.

### Battaglie
Ogni passo percorso nel dungeon, fatta eccezione per alcune zone franche, fa salire un indicatore cromatico, che passerà dal blu al verde, fino al rosso sempre più intenso. Più sale l'indicatore più è facile incappare in un combattimento casuale. I combattimenti si svolgono con l'intero party schierato come prestabilito di fronte alla schiera dei nemici, disposta su un'unica fila. Ad ogni turno vanno impartiti ordini a ciascun membro del party; una volta impartito l'ultimo ordine i due gruppi si affrontano. L'ordine in cui ogni personaggio e nemico agisce viene stabilito in base alla rispettiva velocità. Una volta conclusasi la battaglia, ciascun personaggio in vita ottiene esperienza, un punto tecnica e, nella maggior parte dei casi, degli oggetti lasciati cadere dai nemici.

## Sviluppo
Il titolo fu annunciato da Atlus attraverso la rivista Famitsū dopo una dimostrazione a porte chiuse all'E3 2006. Il team di sviluppo del gioco fu capitanato da Kazuya Niinou, il quale diresse anche il primo titolo di Atlus per Nintendo DS, ovvero Trauma Center: Under the Knife. Il character designs di Etrian Odissey venne curato da Yuji Himukai, il design dei mostri da Shin Nagasawa, la trama fu delineata da Shigeo Komori, mentre la colonna sonora fu composta da Yuzo Koshiro.
Il gioco in origine doveva essere rilasciato al di fuori del Giappone con il titolo di Yggdrasil Labyrinth, ma fu rinominato per evitare fraintendimenti con due precedenti videogiochi, Yggdra Union e Deep Labyrint.

## Accoglienza
Il gioco ottenne successo, arrivando a vendere nella prima settimana di rilascio in Giappone, 32511 copie.
Successivamente Media Create/Famitsu riportò che, al primo luglio 2007, in Giappone il titolo aveva venduto 119584 copie. In America, dopo due mesi dal rilascio, Atlus riportò che 30000 unità del gioco erano state vendute.